# Asendorf (Nordheide)
Asendorf is een gemeente in de Duitse deelstaat Nedersaksen. De gemeente maakt deel uit van de Samtgemeinde Hanstedt in het Landkreis Harburg. Asendorf telt 2.030 inwoners.

## Geografie, infrastructuur
Tot de gemeente Asendorf behoren vier plaatsjes, te weten drie dorpen en één gehucht:
- Asendorf, 2½ km ten zuidoosten van het buurdorp Jesteburg
- Dierkshausen, 3 km ten zuiden van Asendorf en ruim 2 km ten noordwesten van het buurdorp Hanstedt
- Drumbergen, een gehucht 1 km ten westen van Dierkshausen
- Heidewinkel, 1½ km ten noorden van Asendorf en 1½ km ten westen van het buurdorp Marxen.

Asendorf bestaat nagenoeg geheel van het toerisme, hoewel ten oosten van het dorp nog boerenland ligt. Het ligt in het noordelijk gedeelte van de Lüneburger Heide. Bezienswaardige gebouwen ontbreken in de gemeente nagenoeg geheel.
De gemeente wordt door provinciale wegen naar de buurdorpen ontsloten. Vanuit Asendorf kan men oostwaarts rijdend via Brackel afrit 39 Thieshope van de Autobahn A7 bereiken, de totale afstand is circa 8 kilometer.
Nabij Asendorf ligt alleen Jesteburg aan een spoorlijn, waarop alleen goederentreinen rijden. Deze loopt van Buchholz in der Nordheide naar Maschen Rangierbahnhof v.v.. Asendorf en Dierkshausen liggen op de route van verscheidene streekbuslijnen in alle richtingen. Sommige van deze lijnen rijden echter alleen als schoolbus.

## Geschiedenis

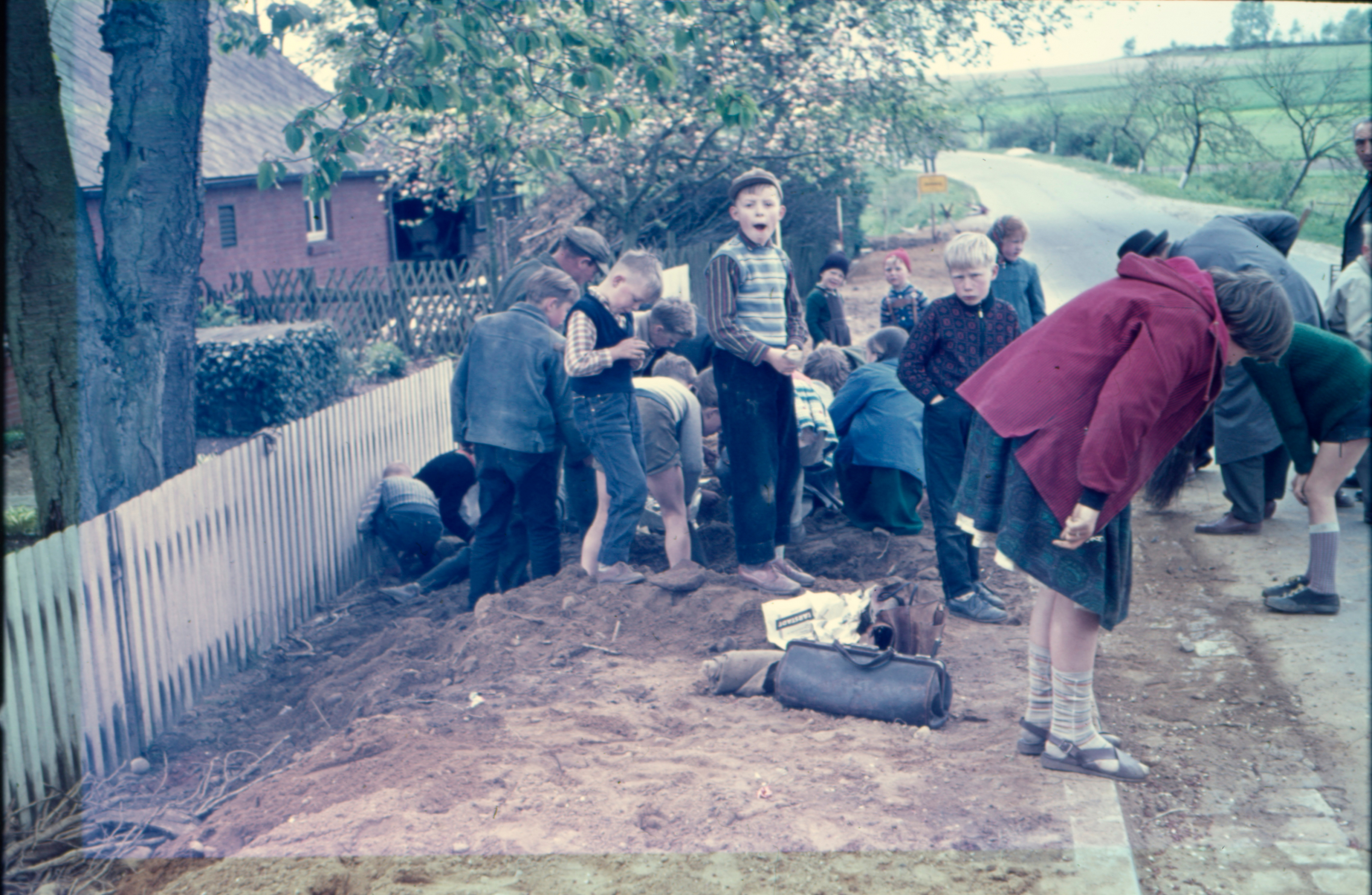
Mei 1962: zoeken naar middeleeuwse munten

Plaatselijke historici schrijven de plaatsnaam toe aan A(n)so, een mannelijke voornaam, die populair was bij de stam der Langobarden, die in deze streek in de 3e of 4e eeuw gewoond heeft. Het dorp zou rond 800 zijn ontstaan. De oudste schriftelijke vermelding dateert van het jaar 1252.
In 1935, dus ten tijde van Adolf Hitlers Derde Rijk, werd het eigenaardige dorpswapen toegekend. De onderste helft is gebaseerd op plaatselijke, uit het begin van de 19e eeuw daterende sagen over een plaatselijke held Starker Hinnerk (Sterke Hendrik). De bovenste helft vertoont een achtpuntige ster, gebaseerd op de hagalaz-rune uit het runenalfabet Jongere Futhark, die op een zespuntige ster lijkt. Daarmee werd gesuggereerd, overigens zonder hard bewijs, dat de eerste helft van de plaatsnaam in relatie staat tot de Asen, Germaanse goden.
Op 22 mei 1962 werd te Asendorf bij wegwerkzaamheden een uit 4.500 munten bestaande schat gevonden. De munten waren verpakt in een 29 cm hoge buikige kruik van steengoed uit Langerwehe, die bij de vondst aan scherven was gegaan. Er waren bracteaten en zilveren guldens, en zilveren, bronzen en koperen munten uit vele plaatsen in Noord-Duitsland bij; op grond van de datering van de munten schat men, dat de kruik rond het jaar 1400 begraven is. Onder toezicht van deskundigen van het toenmalige Helms-Museum te Hamburg-Harburg vonden omwonenden, onder wie veel kinderen, nog veel van de munten tussen de al verspreide kluiten grond terug. Het vindersloon zal velen van hen een aardig extraatje hebben opgeleverd. Een groot deel van de munten is te zien in het genoemde museum, het tegenwoordige Archeologisch Museum Hamburg te Harburg.

## Varia
Asendorf onderhoudt een jumelage met de in Polen gelegen gemeente Trzciel.
- Gemeinsame Normdatei: 4567118-7

Appel · 
Asendorf · 
Bendestorf · 
Brackel · 
Buchholz in der Nordheide · 
Dohren · 
Drage · 
Drestedt · 
Egestorf · 
Eyendorf · 
Garlstorf · 
Garstedt · 
Gödenstorf · 
Halvesbostel · 
Handeloh · 
Hanstedt · 
Harmstorf · 
Heidenau · 
Hollenstedt · 
Jesteburg · 
Kakenstorf · 
Königsmoor · 
Marschacht · 
Marxen · 
Moisburg · 
Neu Wulmstorf · 
Otter · 
Regesbostel · 
Rosengarten · 
Salzhausen · 
Seevetal · 
Stelle · 
Tespe · 
Toppenstedt · 
Tostedt · 
Undeloh · 
Vierhöfen · 
Welle · 
Wenzendorf · 
Winsen (Luhe) · 
Wistedt · 
Wulfsen